# 雷納托·雷耶斯
雷納托·雷耶斯（英語：Renato Reyes）是香港新聞從業員。曾於亞視新聞任職，現時是無綫新聞明珠台節目《明珠檔案》（The Pearl Report）的監製，除了報導新聞，亦不時會主持。
雷耶斯原籍菲律賓，畢業於馬尼拉聖多瑪斯大學（University of Santo Tomas）的傳理學系。他曾於路透社、亞洲電視新聞部、英文虎報（1994年至1998年，Chief Reporter）、菲律賓星報（1987年至1994年，Senior Reporter）及菲律賓每日郵報任職，現時於無綫電視新聞部任職。

## 得獎
- 2010年：獲第十五屆人權新聞獎的電視優異獎（得獎作品：《明珠檔案》：奴隸新娘）[3]
- 1992年：獲美國華盛頓首都的阿爾弗雷德·弗蘭德利出版院士（英语：Alfred Friendly Foundation）的榮譽[1]

## 外部連結
- Reyes 1992年任職菲律賓星報高級記者獲獎時攝，右二[永久]
- Reyes任職亞視時的簡歷[永久]